# Diogo Freitas do Amaral
Diogo Pinto de Freitas do Amaral (/djˈɔɡu pˈĩtu dɨ fɾˈɐjtɐʒ du ɐmɐɾˈaɫ/) est un homme d'État portugais d'idéologie chrétienne-démocrate, né le 21 juillet 1941 à Póvoa de Varzim (district de Porto) et mort le 3 octobre 2019 à Cascais (district de Lisbonne).
Issu de la démocratie chrétienne, fondateur du Centre démocratique et social (CDS) en 1974, et dont il est président à deux reprises, il entre au gouvernement en 1980 comme Vice-Premier ministre et ministre des Affaires étrangères dans la coalition de centre droit de Francisco Sá Carneiro, dont il assure l'intérim à la suite du décès de ce dernier à la fin de cette même année.
Il quitte le gouvernement au début de l'année 1981, mais le réintègre quelques mois plus tard, en obtenant les deux postes de vice-Premier ministre et ministre de la Défense nationale. En 1986, il se présente à l'élection présidentielle mais échoue au second tour à devenir le premier président de la République de centre droit du pays. Il rompt avec le CDS en 1992, déçu par son orientation de plus en plus nationaliste, et prend en 1995 la présidence de l'Assemblée générale des Nations unies.
Il revient au pouvoir entre 2005, en tant que ministre d'État et ministre des Affaires étrangères du cabinet socialiste de José Sócrates, mais démissionne en 2006, du fait de problèmes de santé.

## Biographie

### Formation et carrière
Diogo Freitas do Amaral intègre la faculté de droit de l'université de Lisbonne en 1959, et y obtient quatre ans plus tard une licence de droit. En 1964, il se spécialise en sciences politiques et économiques, puis décroche son doctorat de sciences juridiques et politiques en 1967. Il devient alors assistant et professeur de droit administratif, avant d'en prendre la chaire en 1984.
Président de l'Assemblée générale de l'Association des étudiants de la faculté de droit entre 1961 et 1962, il préside également le Conseil scientifique de l'université à cinq reprises.
En 1996, il participe à la fondation de la faculté de droit de l'université nouvelle de Lisbonne, où il enseigne jusqu'à son départ à la retraite le 22 mai 2007.

### Activité politique

#### Au niveau des partis
En 1974, peu après la révolution des Œillets, Diogo Freitas do Amaral se lance en politique en participant à la fondation du Centre démocratique et social (CDS), une formation chrétienne démocrate dont il prend la présidence jusqu'en 1982. Il la retrouve en 1988 pour trois ans, puis quitte le parti, déçu par la ligne eurosceptique de ses successeurs.
Il préside par ailleurs l'Union européenne des démocrates-chrétiens de 1981 à 1983.
Indépendant, il soutient le Parti social-démocrate (PPD/PSD) de José Manuel Durão Barroso lors des élections anticipées de 2002, avant d'appuyer le Parti socialiste (PS) de José Sócrates au moment du scrutin anticipé de 2005.

#### Au niveau institutionnel
Lors des élections législatives de 1976, il est élu député du district de Lisbonne à l'Assemblée de la République. Réélu en 1979, Diogo Freitas do Amaral est nommé Vice-Premier ministre et ministre des Affaires étrangères le 10 janvier 1980 par Francisco Sá Carneiro dans son gouvernement de coalition.
Le 4 décembre suivant, il est chargé de l'intérim du poste de Premier ministre après la mort de Sá Carneiro dans un accident d'avion. Francisco Pinto Balsemão lui succède le 12 janvier 1981, et ne le reconduit pas. Il doit attendre le 8 septembre pour faire son retour au gouvernement, toujours comme Vice-Premier ministre mais à la tête du ministère de la Défense nationale.
Il abandonne ce poste le 18 juin 1983, lors de l'entrée en fonction du gouvernement de grande coalition de Mário Soares. Par ailleurs, il n'avait pas été réélu député aux élections législatives de cette même année.
Trois ans plus tard, il se présente à l'élection présidentielle du 26 janvier 1986 et se classe en première position avec 46,3 % des voix, loin devant le candidat socialiste Mário Soares, qui récolte 25,4 % des voix. Il est cependant battu lors du second tour, le 16 février, obtenant 48,8 % des suffrages, contre 51,2 % à Soares.
En 1995, il est élu président de la 50e session de l'Assemblée générale des Nations unies pour un an.
Dix ans plus tard, le 14 mars 2005, Diogo Freitas do Amaral est nommé ministre d'État et ministre des Affaires étrangères par le nouveau Premier ministre socialiste José Sócrates. Critique de la guerre en Irak de 2003, il remet sa démission le 30 juin 2006, invoquant des raisons de santé.

### Mort
Diogo Freitas do Amaral meurt le 3 octobre 2019 à l'âge de 78 ans à Cascais, deux semaines après avoir été admis à l'hôpital pour le traitement d'un cancer des os. Un jour de deuil national est décrété par le gouvernement pour le 5 juin, date prévue de ses funérailles. À trois jours des élections législatives du 6 octobre, le CDS-PP prend la décision de mettre fin à sa campagne électorale.

### Famille
Diogo Freitas do Amaral épouse Maria José Salgado Sarmento de Matos, née en 1943 à Sintra le 31 juillet 1965. Le couple a deux fils, et deux filles : Pedro, né en 1966, Domingos, né en 1967 et père de trois enfants, Filipa, venue au monde en 1969, et Joana, née deux ans plus tard et qui a deux enfants.

## Décorations
- Grand-croix de l'ordre du Christ
- Grand-croix de l'ordre de Sant'Iago de l'Épée
- Grand-croix de l'ordre de l'Infant Dom Henri
- Ordre de l'Étoile blanche d'Estonie de 1re classe